# Kate Nelligan
Kate Nelligan (født 16. marts 1950) er en canadisk teater- og filmskuespillerinde. Hun blev nomineret til en Oscar for bedste kvindelige birolle i 1992 for sin rolle som Lila Wingo Newbury i dramafilmen Savannah. Det år vandt hun også en BAFTA for bedste kvindelige birolle for sin præstation i dramafilmen Frankie og Johnny. Nelligan er også blevet nomineret til en Tony Award fire gange for arbejdet på Broadway, henholdsvis for Plenty (1983), A Moon for The Misbegotten (1984), Serious Money (1988) og Spoils of War (1989).